# Нуклотрон

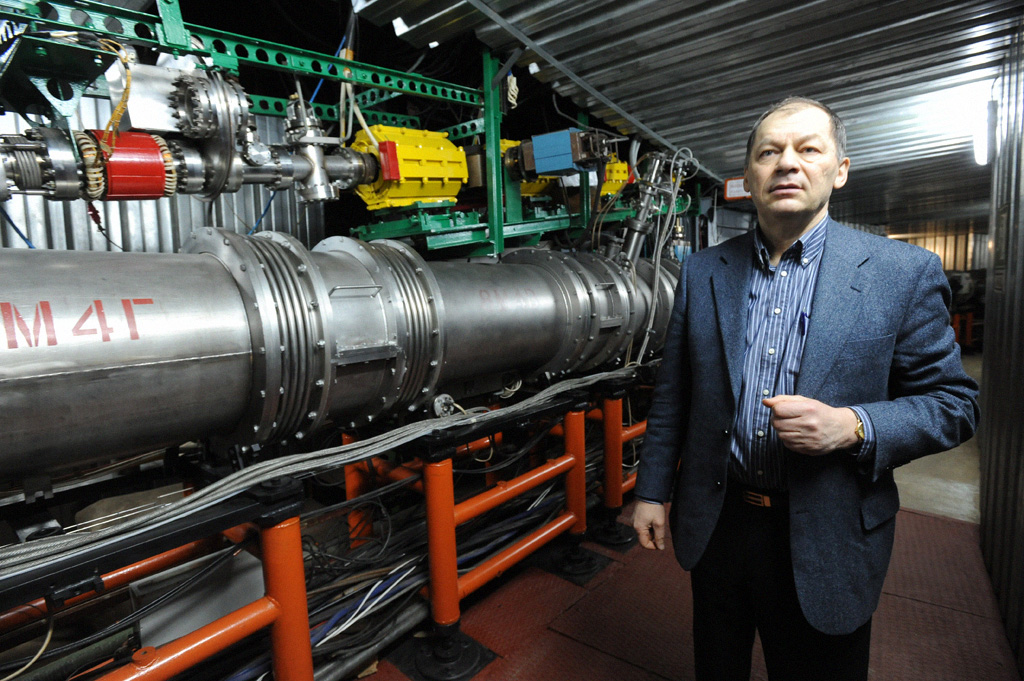
Директор лабораторії фізики високих енергій Володимир Кекелідзе на тлі магнітних елементів нуклотрона (сіра сталева труба). Жовті — фокусуючі елементи каналу транспортування з інжектора

Нуклотро́н — базова установка Об'єднаного інституту ядерних досліджень (ОІЯД), у Лабораторії фізики високих енергій ім. В. Й. Векслера і О. М. Балдіна (ЛФВЕ), призначена для здобуття пучків багатозарядних йонів з енергією до 6 ГеВ/нуклон, протонів, а також поляризованих дейтронів.
Прискорювач нуклотрон, що являє собою сильнофокусуючий синхротрон, був споруджений у Дубні протягом 1987—1992 років у тій самій будівлі, де розташований прискорювач минулого покоління синхрофазотрон ОІЯД. Нуклотрон створено на основі унікальної технології надпровідних магнітів, запропонованої і розвиненої в Лабораторії високих енергій, яка нині носить ім'я академіків В. І. Векслера і О. М. Балдіна. Конструкторські розробки, випробування і монтаж елементів нуклотрона цілком виконані силами колективу Лабораторії. Магнітні елементи виготовлено в Центральних експериментальних майстернях ОІЯД.